# Spřažený systém zpoplatnění
Spřažený systém zpoplatnění (anglicky Online charging system, OCS) je systém dovolující poskytovateli komunikačních služeb zpoplatňovat služby svým zákazníkům v reálném čase v okamžiku použití služeb.

## Architektura

### Zpoplatnění založené na událostech
Funkce zpoplatnění založené na událostech (anglicky Event based charging function, EBCF) se používá pro zpoplatnění událostí při jejich výskytu, bez ohledu na jejich trvání nebo objem. Typickými zpoplatňovanými událostmi jsou odeslání SMS nebo MMS, zakoupení obsahu (aplikace, hra, hudba, video na žádost, atd.).
Zpoplatnění založené na událostech funkce se používá, pro CC-Request-Type AVP = 4 tj. pro požadavek ex: diameter-sms nebo diameter-.....

### Zpoplatnění komunikační relace
Funkce zpoplatnění komunikační relace (anglicky session based charging function, SBCF) slouží k online zpoplatnění síťové nebo uživatelské komunikační relace, například hlasového spojení, připojení IP CAN nebo IMS relace.

#### Správa stavu účtu
Funkce správy stavu účtu (anglicky account balance management function, ABMF) určuje umístění stavu účtu účastníka v OCS.